# ميليتشا بافلوفيتش
ميليتشا بافلوفيتش (بالصربية: Милица Павловић) هي مغنية صربية سويسرية المولد ولدت في يوم 11 أغسطس 1991 في بلدة اينسيديلن. بدأت الغناء في سنة 2012 وأنتجت منذ ذلك الحين ثلاثة ألبومات.